# راه من به خانه
راه من به خانه (مجاری: Így jöttem) یک فیلم درام جنگی به کارگردانی میکلوش یانچو محصول سال ۱۹۶۵ است.